# Салліджент
Салліджент (англ. Sulligent) — місто (англ. city) в США, в окрузі Ламар штату Алабама. Населення — 1879 осіб (2020).

## Географія
Салліджент розташований за координатами 33°53′28″ пн. ш. 88°7′36″ зх. д. / 33.89111° пн. ш. 88.12667° зх. д. (33.891189, -88.126633). За даними Бюро перепису населення США в 2010 році місто мало площу 20,29 км², уся площа — суходіл.

## Демографія
Згідно з переписом 2010 року, у місті мешкало 1927 осіб у 859 домогосподарствах у складі 551 родини. Густота населення становила 95 осіб/км². Було 972 помешкання (48/км²).
Расовий склад населення:
| - 78,3 % — білих - 19,3 % — чорних або афроамериканців - 0,1 % — корінних американців |

До двох чи більше рас належало 2,0 %. Частка іспаномовних становила 0,8 % від усіх жителів.
За віковим діапазоном населення розподілялося таким чином: 23,1 % — особи молодші 18 років, 58,1 % — особи у віці 18—64 років, 18,8 % — особи у віці 65 років та старші. Медіана віку мешканця становила 43,6 року. На 100 осіб жіночої статі у місті припадало 90,0 чоловіків; на 100 жінок у віці від 18 років та старших — 83,6 чоловіків також старших 18 років.
Середній дохід на одне домашнє господарство становив 34 676 доларів США (медіана — 30 050), а середній дохід на одну сім'ю — 44 778 доларів (медіана — 36 909). За межею бідності перебувало 26,4 % осіб, у тому числі 31,1 % дітей у віці до 18 років та 10,7 % осіб у віці 65 років та старших.
Цивільне працевлаштоване населення становило 652 особи. Основні галузі зайнятості: освіта, охорона здоров'я та соціальна допомога — 27,6 %, виробництво — 17,3 %, роздрібна торгівля — 9,7 %, транспорт — 9,2 %.